# 許淇安
許淇安，GBS，CBE，QPM，CPM（英語：Eddie Hui Ki-on，1943年10月10日—2009年5月3日），生於香港，籍貫為廣東番禺，已故前香港警務處處長，為皇家香港警務處最後一任處長暨香港回歸後香港警務處首任處長，橫跨兩朝。許淇安於警務處服務香港社會38年，為任期最長的華人處長，及歷來任期最長的處長之一，在任7年內曾經處理香港回歸等大事件及應對因為1997年亞洲金融風暴所帶來的政府公共財政緊絀等挑戰以及所衍生的治安問題。

## 簡歷

### 早年生涯
許淇安早年就讀李陞小學（前名為1950年復校的羅富國師範專科學校附屬小學）上午校。1956年，他獲派升讀英皇書院（當時學生暫借灣仔書院上課），由於當時戰後的英皇書院預科還未有文科班，中五畢業後便報讀皇仁書院預科文科班，並於1963年畢業。

### 警务生涯
同年2月18日加入香港警務處，以19歲之齡成為見習督察，被派遣駐守於當時被稱為「東區」的灣仔警察區域，為期兩年半；其後於1966年晉升為督察；於1967年六七暴動後，許淇安調任政治部崗位達12年，成為政治部其中一位罕有華人人員。
1972年7月，許淇安以28歲之齡晉升為警司，駐守於九龍區衝鋒隊，繼而擔任深水埗警區指揮官，其後再晉升為高級警司。
1982年6月，許淇安晉升為總警司，同年在美國雪城大學修讀職業發展課程。回歸警務處後，許淇安按照原定計劃應該調返政治部，惟最終出任毒品調查科主管，避免政治部因為臨近香港回歸而於1995年解散，被限制必須離開警務處的命運。毒品調查科在許淇安的領導期間，經歷了重大改革，將情報和行動歸納及統籌後，屢次破獲大型毒品罪案，包括在筲箕灣避風塘破獲當年最大型的毒品罪案，檢獲逾100公斤海洛英，轟動一時。
1984年4月，40歲的許淇安獲委任為警務處助理處長，於翌年在英國皇家國防學院深造。1989年12月，許淇安獲委任為警務處高級助理處長，於1993年4月獲委任為警務處副處長。於1984年至1994年間，他先後擔任過監管處副處長、人事及訓練處副處長、九龍總區指揮官及行動處處長。
1989年六四事件發生後，九龍發生騷亂，九龍總區指揮及控制中心警察通訊員隨即致電當時為九龍總區指揮官的許淇安的府第，許淇安和同事即時反應，並且要求增援，於即晚使到現場回復正常的秩序。

#### 處長任期
1994年7月，許淇安獲委任為警務處處長，並於同月3日起正式接任職務，成為第二任華人處長，他於上任後隨即擔任警察評議會主席，直至退休為止。臨近香港回歸，大部份英國國籍或者其他來自英聯邦的資深警官以至高級警官辭職或者提早退休，返回英國，為警務處帶來嚴重的警察力量流失的問題。然而，基於警務處於1980年代起本地化，加上一直積極物色有識之士，加以栽培以及提拔，許淇安於任內確保年青人員成功接任，交接無縫。
基於時任香港總督彭定康於1994年起大力推行以顧客為本的公務員文化，許淇安隨即於翌年在警務處內部確立此種服務文化，並且予以積極提倡，包括制訂了《優質服務策略》，引進了一連串新穎措施以推行、教育（包括在各部門舉辦「實踐價值觀」等工作坊等等）及加強服務。目標是發展一種服務文化，使到全體人員參與，不斷改善警察服務，確保能夠提供具備效率、效益及成效的優質警察服務，務求達致公眾期望。其後，警務處展開全面的諮詢，審核各方的意見及提議後，訂立了「抱負、目標及價值觀」。此份文件為警務處提供了一個清晰的導向（抱負），釐定了明確的職務（目標）及執行職務的指導原則（價值觀）。1997年，在許淇安的領導下，警務處展開了《顧客服務改善計劃》，將《優質服務策略》向前推進一大步。為求營造更為友善和親切的環境，在策劃及發展部的協助下，57所警署接受翻新工程。為求確保服務水平與時並進，警務處亦開始定期進行相關的獨立民意調查和顧客滿意程度調查。此外，許淇安為求改善職員的工作環境以及提升士氣，鼓勵職員採取健康生活方式，並且透過頒發貸款及獎學金等勉勵職員終生學習，以提升整體學歷水平。
香港回歸前夕，許淇安為求確保在一國兩制的基礎上，能夠與中國大陸的執法部門建立良好伙伴關係，於是前往北京，與相關的部門簽訂協議；最終，香港主權移交儀式順利完成。
於香港回歸後不久，隨即遇上1997年亞洲金融風暴，為香港政府帶來公共財政緊絀的挑戰，政府於是推行資源增值計劃，以期各政府部門均在3年內削減5%開支。面對此項艱巨挑戰，許淇安積極搜集職員的意見，得出數項基本原則：即不可以減少警務處為香港市民所提供的服務、不強迫職員辭職及盡量不影響職員的晉升機會。最終，警務處於資源增值計劃的第一和第二階段均達致上述的目標。儘管警務處需要面對上述種種的巨大壓力，警務處在許淇安的領導下，確保香港治安持續改善，罪案率亦持續下降。
1999年，許淇安確保警務處的龐大電腦系統能夠克服公元二千年數位問題。
2001年1月2日，許淇安退休，於同年獲得頒授金紫荊星章。許淇安於退休前最後一次接受《警聲》訪問時表示：
謝謝大家在我擔任處長期間給予我的支持和鼓勵。我很榮幸能夠帶領這支精銳隊伍渡過如此重要的歷史時刻。我深信香港警隊是世界上最精銳的警隊之一，把它稱為亞洲最優秀的隊伍絕對不足夠。無論某些評論怎麼說，誰也不能否認香港警隊是世界上最優秀的隊伍之一。

### 從警務處退休後
2001年6月，許淇安加入路訊通，成為非執行董事；2003年，轉任嘉華國際常務董事，其後一度署任董事總經理逾兩年時間。此外，許淇安從警務處退休後，一直擔任香港童軍總會助理香港總監（國際事務），並且兼任香港足球總會獨立董事等職務。
2007年6月7日，許淇安的私家車在西區薄扶林道連環與的士及雙層新巴相撞，其私家車毀爛不堪，許淇安與兩子及媳婦均告受傷，連同車禍中其他三名傷者一併被送往瑪麗醫院急症室。
2008年，許淇安被證實患上肝癌，經過一系列的治療。同年起，許淇安於嘉華國際的活動轉趨低調；同年12月30日，嘉華國際宣佈與許淇安的合約將於翌年1月5日期滿。翌年5月3日晚上11時，許淇安在瑪麗醫院與世長辭，終年66歲。時任警務處處長鄧竟成表示，對許淇安的逝世深表哀悼，讚揚他是一位傑出領袖，懷念許淇安領導警務處安排香港回歸順利，以及其和藹可親的一面，警務處同袍向其家人致以最深切的慰問。時任香港行政長官曾蔭權對許淇安的逝世表示非常難過，及向其家屬致以深切的慰問。曾蔭權發表《新聞公報》：「許淇安備受同僚和市民的尊崇，警隊在他的領導下見證香港回歸祖國，在這關鍵時期，許淇安在維持警隊穩定和提升部門專業精神方面，功不可沒。他亦率先將服務為本的文化引入部門，為警隊贏取社會各界的尊敬和支持。」。2009年5月24日，許淇安的家人為其在香港殯儀館一樓基恩堂設靈，前警務處處長李君夏、曾蔭培和時任警務處處長鄧竟成、警務處副處長任達榮、行政長官伉儷、財政司司長曾俊華、終審法院首席法官李國能和很多名流（包括何鴻燊、霍震霆和利孝和夫人）都到場致祭。

## 獲頒榮譽
- 榮譽警棍（於1963年獲得頒授）
- 處長嘉獎（於1969年獲得頒授）
- 殖民地警察勞績獎章（於1979年獲得頒授）
- 女皇警察獎章（於1988年獲得頒授）
- 大英帝國司令勳章（於1997年獲得頒授）
- 殖民地警察長期服務獎章
- 香港警察長期服務獎章
- 金紫荊星章（於2001年獲得頒授）[20]

## 家庭生活
許淇安已經結婚，育有兩子，長子許永輝為會計師，於1997年投考加入香港輔助警察隊，於同年的香港輔助警察隊總部開幕禮暨結業會操時畢業，從許淇安手上接過銀笛獎，其後辭職；次子為許永業。前任警務處處長李明逵之妻許雁芬為許淇安堂妹（她升任至總警司後提早退休），因此許淇安在任處長其間，警務人員戲稱李明逵為「駙馬爺」。

## 軼事
許淇安對外表示，兒時志願為成為醫生及律師等。一名資深高級警官透露，許淇安退休後曾經於圈子中透露，其兒時志願非當差，而是加入人民入境事務處，惟未能夠通過考核，繼而轉投投考加入警務處。香港傳媒則報道他於預科畢業後，因為家貧無法升學，於是投身社會工作，當時與好朋友楊顯中（前入境事務處副處長）一同投考加入警務處及人民入境事務處，許淇安被警務處取錄，楊顯中則被入境事務處取錄。

### 名下馬匹
許淇安生前為香港賽馬會會員，曾經與Hans Michael Jebsen、許淇鑌、許永浩和許永誠育有馬匹大文豪、穩勝、北地風情和好樂韻。